# Saikyō Jump
Saikyō Jump (яп. 最強ジャンプ, Saikyō Janpu) — японський щомісячний журнал сьонен-манґи, який видається компанією Shueisha. Журнал був започаткований 3 грудня 2010 року з трьома повністю оригінальними серіями та сімома спінофами манґи з журналів Weekly Shōnen Jump і V Jump. Спочатку Saikyō Jump виходив як квартальний журнал, але в грудні 2011 року перейшов на щомісячний графік публікацій, а з випуску за листопад 2014 року почав виходити раз на два місяці. У вересні 2021 року журнал знову повернувся до щомісячного формату випуску.

## Тираж
Маскот журналу був створений Еїчіро Одою. Shueisha підрахували, що переважна більшість читачів Saikyō Jump — це діти молодшого шкільного віку; 58,5% — старші школярі, а 28% — молодші школярі. 